# Vitamina K

Vitamina K_{1} (filoquinona).). Ambdues contenen un anell funcional de nafotquinona i una cadena lateral alifàtica. La filoquinona té un anell lateral fitil.

Vitamina K₂ (menaquinona). En la menaquinona la cadena lateral està constituïda per un nombre variable de residus isoprenoides.

Vitamina K (K de Koagulationsvitamin, en Alemany i Escandinau) fa referència a un grup de vitamines liposolubles, hidròfobes, que són necessàries per a la modificació post-traduccional de certes proteïnes, majoritàriament requerides per la coagulació sanguínia. Químicament són derivats del 2-metil-1,4-naftoquinona. La vitamina K1 també és coneguda com a filoquinona o fitomenadiona (també anomenada fitonadiona). La vitamina K2 (menaquinona, menatetrenona) és produïda normalment per bacteris a l'intestí gros, i una deficiència en la dieta és extremadament estranya a menys que els intestins estiguin enormement danyats. En aquest cas, són incapaços d’absorbir la molècula. També pot ser causada per la producció disminuïda per la microbiota normal, com s’ha vist en l’ús d’antibiòtics d’espectre ampli.
Hi ha tres formes sintètiques de vitamina K: vitamines K3, K4 i K5, que són utilitzades en moltes àrees, com ara la indústria d’alimentació per a mascotes (vitamina K3), i per inhibir la proliferació fúngica.

## Estructura química
Totes les vitamines del grup de les vitamines K comparteixen una estructura d’anell metilat de naftoquinona, i varia a la cadena lateral alifàtica unida a la posició 3 (vegeu figura 1). La filoquinona, també coneguda com a vitamina K1, conté invariablement en la cadena lateral alifàtica quatre residus isoprenoides, un dels quals és insaturat.
La menaquinona presenta cadenes laterals constituïdes per un nombre variable de residus isoprenoides insaturats; generalment aquests són designats com MK-n, sent n el nombre d’isoprenoides.
Generalment s’accepta que la naftoquinona és el grup funcional, de manera que el mecanisme d’acció és similar per totes les vitamines K. No obstant, hi ha diferències substancials amb relació a l’absorció intestinal, transport, distribució pels teixits i biodisponibilitat. Aquestes diferències són causades per la diferent liposolubilitat de les cadenes laterals variables, i per les diferents matrius alimentàries en la qual es produeixen.

## Fisiologia
La vitamina K està relacionada amb la carboxilació de determinats residus de glutamat en proteïnes per formar residus gamma-carboxiglutamat (residus Gla, abreviadament). Els residus modificats estan freqüentment (però no sempre) situats a l’interior de dominis proteics específics anomenats dominis Gla. Els residus Gla estan normalment involucrats en la unió de calci, i són essencials per l'activitat biològica de totes les proteïnes Gla conegudes.
Fins ara han set descobertes 14 proteïnes amb dominis Gla, i aquests tenen papers clau en la regulació de tres processos biològics: la coagulació sanguínia (protrombina, factor VII, factor IX, factor X, proteïna C, proteïna S, i proteïna Z); el metabolisme ossi (osteocalcina, també coneguda com a proteïna Gla òssia(BGP), i proteïnes gla de matriu (MGP), i la biologia vascular.

## Quantitats recomanades[calcitació]
La ingesta dDietètica de referència dels Estats Units per una ingesta adequada de vitamina K per un home de 25 anys d’edat és 120 micrograms per dia. La ingesta adequada d’aquest fitonutrient per una dona adulta és de 90 micrograms per dia. Per infants, aquesta quantitat és de 10-20 micrograms per dia, i per adolescents, de 15-100 micrograms per dia. El 2002 es va descobrir que per aconseguir la màxima carboxilació d’osteocalcina, un individu hauria de prendre fins a 100 µg de vitamina K1. Com altres vitamines liposolubles (A,D,E), la vitamina K s’emmagatzema en el teixit gras del cos humà.

## Toxicitat
Encara que la reacció al·lèrgica per suplementació és possible, no s’ha establert toxicitat per altes dosis de la forma filoquinona (vitamina K1) o menaquinona (vitamina K2) de la vitamina K i, per tant, no s’ha establert un nivell de consum tolerable.
No obstant, una forma sintètica de la vitamina K, la vitamina K3 (menadiona), és manifestament tòxica. De fet, l'Administració d'Aliments i Fàrmacs dels Estats Units (FDA, de l'anglès Food and Drug Administration) va prohibir la venda lliure d’un excés de suplements d’aquesta forma sintètica de la vitamina perquè altes dosis han causat reaccions al·lèrgiques, anèmia hemolítica, i citotoxicitat en cèl·lules del fetge.

## Interaccions amb altres medicaments[calcitació]
La menaquinona (vitamina K2) és capaç de bloquejar l’acció constrictora de la sang d’anticoagulants com warfarina, que actua interferint en l’acció de la vitamina K1. També reverteix la tendència d’aquests medicaments de causar calcificació de les artèries a llarg termini.

## Deficiència
Les dietes mitjanes no presenten normalment una falta de vitamina K i una deficiència primària de vitamina K és estranya en adults sans. Els infants nounats presenten un risc major de deficiència. Altres grups amb una augmentada prevalença de deficiència de vitamina K poden ser individus que pateixen problemes o malalties al fetge (per exemple alcohòlics), persones que pateixen fibrosi quística, malalties inflamatòries a l’intestí o persones que recentment van rebre cirurgia abdominal. Grups que podrien patir deficiència secundària de vitamina K poden ser persones bulímiquess, persones que tenen dietes estrictes, i aquells que prenen anticoagulants. Altres medicaments que han estat associats amb una deficiència de vitamina K inclou salicilats, barbitúrics, cefamandol, encara que el mecanisme és desconegut encara. No hi ha diferència entre sexes; tant homes com dones són afectats de la mateixa manera. Alguns símptomes de deficiència inclouen sagnat menstrual abundant en dones, anèmia, blaus, i sagnat per les genives o pel nas.
L’osteoporosi i malalties coronàries del cor estan estretament relacionades amb baixos nivells de vitamina K2 (menaquinona). La menaquinona no s’inhibeix per salicilats com passa amb la vitamina K1, de forma que la suplementació de menaquinona pot alleujar la deficiència crònica de vitamina K causada per l’ús d’aspirina a llarg termini.

## Bioquímica

### Descobriment
El 1929, el científic danès Henrik Dam va investigar el paper del colesterol alimentant pollastres amb una dieta amb dèficit de colesterol. Després d’unes setmanes, els animals desenvoluparen hemorràgies i començaren a sagnar. Aquests defectes no es van poder restaurar afegint colesterol purificat a la dieta. Semblava que –juntament amb el colesterol- un segon component havia set extret del menjar, i aquest component fou anomenat Koagulationsvitamin. La nova vitamina va rebre la lletra “K” perquè els descobriments inicials havien set mostrats en una revista alemanya, en la qual va ser designada «vitamina de coagulació».
Edward Adelbert Doisy, de la Universitat de Sant Lluís, va realitzar gran part del treball de recerca que va conduir al descobriment de l'estructura i naturalesa química de la vitamina K.
Dam i Doisy van compartir el Premi Nobel de Medicina de 1943 pel seu treball en la vitamina K. Diversos laboratoris sintetitzaren el compost el 1939.
Durant diverses dècades el model de la deficiència de la vitamina K dels pollets va ser l’únic mètode de quantificar la vitamina K en diversos menjars: els pollets tenien deficiència de vitamina K i subsegüentment alimentats amb quantitats conegudes de vitamina K contingudes en els aliments. La mesura en què la coagulació sanguínia era restaurada per la dieta es prenia com indicador del contingut de vitamina K. Tres grups de físics independents van arribar a aquestes conclusions: Institut de Bioquímica, Universitat de Copenhage (Dam i Johannes Glavind); Universitat d’Iowa, Departament de Patologia (Emory Warner, Kenneth Brinkhous, i Harry Pratt Smith), i la Mayo Clinic (Hugh Butt, Albert Snell, and Arnold Osterberg) El primer reportatge publicat d’un tractament exitós amb vitamina K d’hemorràgia perillosa per a la vida en un pacient amb icterícia amb deficiència de protrombina es va fer el 1938 per Smith, Warner i Brinkhous.

### Funció a la cèl·lula
La funció precisa de la vitamina K no va ser descoberta fins al 1974, quan tres laboratoris (Stenflo et al., Nelsestuen et al., i Magnusson et al.) aïllaren el factor protrombina (Factor II) depenent de la coagulació de la vitamina K de les vaques que rebien una alta dosi de l’antagonista de la vitamina K, warfarina. Va quedar demostrat que mentre les vaques tractades amb warfarina tenien una forma de protrombina que contenia 10 residus d’aminoàcids glutamat prop de l'extrem amino terminal d’aquesta proteïna, les vaques normals (no tractades) tenien 10 residus inusuals que van ser identificats químicament com gamma-carboxiglutamat, o Gla. El grup carboxil extra al Gla va mostrar que la vitamina K tenia un paper en la reacció de carboxilació en la qual Glu es convertia en Gla.
La bioquímica de com la vitamina K era utilitzada per convertir Glu en Gla havia set descrita durant els trenta anys anteriors en laboratoris acadèmics arreu del món. Dins de la cèl·lula, la vitamina K pateix reducció d’un electró a una forma reduïda de vitamina K (anomenada vitamina K hidroquinona) per l'enzim epòxid reductasa de la vitamina K (VKOR)). Un altre enzim després oxida la vitamina K hidroquinona per permetre la carboxilació de Glu a Gla; aquest enzim és anomenat gamma-glutamilcarboxilasa o carboxilasa depenent de vitamina K. La reacció de carboxilació només tendrà lloc si l'enzim carboxilasa és capaç d’oxidar la vitamina K hidroquinona a vitamina K epòxid al mateix temps; les reaccions de carboxilació i epoxidació semblen ser reaccions acoblades. L'epòxid vitamina K és després reconvertit a vitamina K per l'epòxid reductasa vitamina K. Aquests dos enzims comprenen l’anomenat cicle de la vitamina K]. Una de les raons per la qual la vitamina K és rarament deficitària en la dieta humana és perquè la vitamina K és reciclada contínuament a les nostres cèl·lules.
La warfarina i altres drogues cumarina bloquegen l’acció de l'epòxid reductasa vitamina K. Això provoca concentracions disminuïdes de vitamina K i vitamina K hidroquinona als teixits, així com el problema que la reacció de descarboxilació catalitzada per la glutamil carboxilasa és ineficient. Això resulta en la producció de factors de coagulació amb Gla inadequada. Sense Gla a l'extrem amino d’aquests factors ja no s’uneixen establement a l'endoteli dels vasos sanguinis i no poden activar la coagulació per permetre la formació d’un coàgul davant una lesió al teixit. Tanmateix, és impossible predir quina dosi de warfarina donarà el grau desitjat de supressió de la coagulació. El tractament de warfarina ha de ser vigilat amb cura per evitar la sobredosi.

### Mètodes d'avaluació
Prova del temps de la protrombina:
Mesura del temps que la sang requereix per coagular-se.
Mostra de sang mesclada amb àcid cítric i posat en un fibrometer.
La formació retardada de coàguls indica una deficiència.
Desafortunadament les persones insensibles a una deficiència lleu no presenten canvis en els valors fins que la concentració de protrombina a la sang ha disminuït almenys un 50%.
Filoquinona del plasma:
Es va descobrir que estaven positivament correlacionades amb la ingesta de filoquinona en dones britàniques madures, però no en homes.
No obstant, un article de Schurges et al. va demostrar que no hi havia correlació entre FFQ i la filoquinona del plasma.
Àcid urinari γ-carboxiglutàmic:
Gla urinari respon a canvis en la ingesta de vitamina K en la dieta.
Han de passar diversos dies abans que s’observi algun canvi.
En un estudi de Booth et al. l’increment en la ingesta de filoquinona des de 100 μg fins a 377-417 μg durant cinc dies no induirà un canvi significatiu. La resposta pot ser específica segons l'edat.

### Proteïnes Gla
Actualment, les següents proteïnes Gla han set caracteritzades al nivell d'estructura primària: el factor II de coagulació de la sang (protrombina), factor VII, factor IX, i factor X, les proteïnes anticoagulants C i S, i el factor X dirigit a la proteïna Z. La proteïna Gla òssia osteocalcina, la calcificació que inhibeix la proteïna gla de la matriu (MGP), el creixement de les cèl·lules del gen que regula la detenció de creixement específic de proteïnes 6 (Gas 6), i les quatre proteïnes Gla transmembrana (TMGPs) la funció de les quals és actualment desconeguda. La Gas 6 pot funcionar com un factor de creixement que activa el receptor Axl de la tirosina quinasa i estimula la proliferació cel·lular o prevé l’apoptosi en algunes cèl·lules. En tots els casos en els quals la seva funció és coneguda, la presència dels residus Gla en aquestes proteïnes esdevingué essencial per l’activitat funcional.
Se sap que les proteïnes Gla existeixen en una àmplia varietat de vertebrats: mamífers, aus, rèptils, i peixos. El verí d’un gran nombre de serps d’Austràlia actua activant el sistema de coagulació de la sang humana.
Notablement, en alguns casos l’activació es duu a terme pels enzims de la serp que contenen Gla que s’uneixen als endotelis dels vasos sanguinis humans i catalitzen la conversió de factors de coagulació procoagulants en factors activats, portant a una indesitjada i potencialment mortífera coagulació.
Una altra classe interessant d’invertebrats amb proteïnes que contenen Gla és sintetitzada pel peix cargol de caça Conus geographus. Aquests cargols produeixen un verí que conté centenars de neuro-pèptids actius, o conotoxinas, que són suficientment tòxiques per matar un humà adult. Diverses conotoxinas contenen entre dos i cinc residus Gla.

### Funció en els bacteris
Molts bacteris, com ara Escherichia coli a l’intestí gros, poden sintetitzar vitamina K2 (menaquinona), però no la vitamina K1(filoquinona). En aquests bacteris, la menaquinona transferirà dos electrons entre dos molècules petites diferents, en un procés anomenat respiració anaeròbica. Per exemple, una molècula petita amb un excés d’electrons (també anomenada donador d’electrons) com ara el lactat, formiat, o NADH, amb l’ajut d’un altre enzim, passarà dos electrons a la menaquinona. La menaquinona, amb l’ajut d’un altre enzim, transferirà al seu torn aquests dos electrons a un oxidant adequat, com ara fumarat o nitrat(també anomenat acceptor d’electrons). L’addicció de dos electrons al fumarat o al nitrat convertirà la molècula a succinat o nitrit + aigua, respectivament. Algunes d’aquestes reaccions generen una font d’energia cel·lular, ATP, d’una manera similar a la respiració de la cèl·lula eucariota aeròbia, excepte que l’acceptor final d’electrons no és oxigen molecular, sinó fumarat o nitrat. (A la respiració aeròbica, l’oxidant final és oxigen molecular (O2), que accepta quatre electrons d’un donador d’electrons com ara NADH per ser convertit en aigua). Escherichia coli pot dur a terme la respiració aeròbica i la respiració anaeròbica mediada per menaquinona.

### Injecció de Vitamina K en nou nats
Els nadons es troben particularment davant un risc de deficiència de vitamina K tenint en compte que els factors de coagulació de la sang en els nadons tenen del 30 a 60 per cent dels valors dels adults per causa de la menor síntesi de precursors de proteïnes i de l'esterilitat de les entranyes. Els nadons prematurs es troben en un risc fins i tot major d’aquesta deficiència. La llet humana conté entre 1 i 4 mil·ligrams/litre de vitamina K1, mentre la llet de fórmula derivada pot contenir més de 100 micrograms/litre en fórmules suplementades. Les concentracions de vitamina K2 en llet humana semblen ser menors que les de vitamina K1. S’estima que hi ha una incidència de 0,25 a 1,7 per cent de deficiència de vitamina K sagnat durant la primera setmana de la vida de l’infant amb una prevalença de 2-10 casos per cada 100.000 naixements.

#### Estats Units
Com a resultat dels successos d’hemorràgia per deficiència de vitamina K, el Comitè de Nutrició de l’Acadèmia Americana de Pediatres va recomanar administrar entre 0,5 i 1 mg de vitamina K1 a tots els nadons breument després del naixement.

#### Regne Unit
Al Regne Unit la vitamina és administrada en nounats ja sigui com una única injecció en néixer o tres dosis orals que se li donen en néixer i després passar el primer mes de vida.

#### Controvèrsia
La controvèrsia va sorgir a principis de la dècada de 1990 en relació amb aquesta pràctica quan es van publicar dos estudis que suggerien una relació entre l’administració parenteral de vitamina K i el càncer infantil. No obstant, els precaris mètodes i la petita grandària de les mostres van desacreditar aquests estudis, i la revisió de l'evidència publicada l'any 2000 per Ross i Davies mostrà l’absència de relació entre ambdues.

## Vitamina K i salut dels ossos
La vitamina K ha set lloada pel seu potencial paper en el creixement de la massa òssia. Els estudis han provat que la complementació de vitamina K promou els processos d’osteoporosis i alenteix els processos dels osteoclasts via unió de calci. Al Japó, una forma de la vitamina K2 és reconeguda com un tractament per l’osteoporosi.
No obstant, els efectes a llarg termini i els beneficis són desconeguts i presenten controvèrsia. Les dades de l’Estudi de Salut d’Infermeres del 1998 van mostrar una relació inversa entre la dieta de vitamina K1 i el risc de fractura del maluc. Després d’haver set donats 110 micrograms/dia de vitamina K, els resultats principals mostraren que les dones que consumien enciam un o més cops al dia tenien un risc significativament menor de fractura del maluc que les dones que consumien enciam un o menys cops cada setmana. A més, la ingestió elevada de vitamina D però la ingestió reduïda de vitamina K encara poden presentar un major risc de fractura del maluc insinuant una relació entre les dos vitamines.
Altres estudis han demostrat que els antagonistes de la vitamina K porten a una calcificació ràpida de l'epífisi i de la línia Epifisiària en ratolins i altres animals, causant una seriosa disminució del creixement ossi. Això és causat per defectes en la osteocalcina i la proteïna Gla de la matriu. La seva funció primària és evitar la calcificació excessiva dels ossos i cartílags. La vitamina K és important en el procés de carboxilació d’àcid glutàmic (Glu) en aquestes a àcid gamma-carboxiglutàmic (Gla), activant la proteïna.

## Vitamina K i malaltia d'Alzheimer
La recerca relacionada amb les propietats antioxidants de la vitamina K indica que la concentració de vitamina K en la circulació és menor en els portadors del gen APOE4 i estudis recents han revelat la seva habilitat per inhibir la mort cel·lular per oxidació a les cèl·lules nervioses. S’ha proposat que la vitamina K pot tenir un efecte en el dany neuronal i la suplementació pot tenir beneficis en el tractament d’aquesta malaltia, encara que és necessària més recerca en aquesta àrea.

## Ús tòpic de la Vitamina K
La vitamina K pot ser aplicada generalment, típicament com una crema de 5%, per disminuir els hematomes postoperatoris d’injeccions o cirurgia estètica, capil·lars trencats (aranyes vasculars), per tractar rosàcia i per ajudar en l'esvaniment de la hiperpigmentació i cercles foscos sota l’ull.

## Vitamina K i càncer
Mentre investigadors al Japó estan estudiant el paper de la vitamina K2 en la prevenció de la pèrdua d’os en dones amb malaltia hepàtica, descobriren un altre possible efecte d’aquest fitonutrient. Aquest estudi de dos anys que va involucrar 21 dones amb cirrosi hepàtica viral va descobrir que les dones en el grup suplementari eren un 90% menys propenses a desenvolupar un càncer hepàtic. Un estudi alemany en homes amb càncer de pròstata va trobar una relació inversa significativa entre el consum de vitamina K2 i el càncer de pròstata avançat.

## Vitamina K com a antídot contra l'enverinament per cumarines
La vitamina K és un autèntic antídot per l'enverinament per cumarines com ara la bromadiolona, que podem trobar comunament en rodenticides. Les cumarines presenten propietats anticoagulants i rodenticides perquè poden bloquejar completament la síntesi de vitamina K al fetge, especialment en rosegadors. La mort és normalment el resultat d’una hemorràgia interna. El tractament normalment consisteix en repetides dosis intravenoses de vitamina K, seguides per dosis en forma de pastilles durant almenys dues setmanes, amb possibilitat d’elevar-se a dos mesos, després. Si és detectat a temps, el pronòstic és bo, fins i tot quan s’han ingerit grans quantitats.